# Langfaserverstärkte Thermoplaste
In der Fachliteratur werden die Begriffe Kurz-, Lang- und Endlosfaser sehr häufig unterschiedlich voneinander abgegrenzt. Je nach Definition spricht man also von langfaserverstärkten Thermoplasten (Abk. LFT), wenn die Verstärkungsfasern (zum Beispiel Glasfaser, Kohlenstofffaser, Aramidfaser) im fertigen Bauteil mindestens eine Länge von mehreren Millimetern aufweisen.
Nach oben hin gibt es keine Grenze für die Länge der Fasern, so spricht man beispielsweise bei Fasergelegen oder Fasergeflechten von einer quasi unendlichen Faserlänge.
Die Vorteile von Bauteilen aus LFT, gegenüber faserverstärkten Duromeren, sind eine höhere Zähigkeit (zäheres Bruchverhalten), geringere Emissionen bei der Verarbeitung, eine quasi unbegrenzte Lagerfähigkeit (ohne Kühlung), niedrigere Zykluszeiten sowie die bessere Recyclingfähigkeit.
Nachteilig sind die verringerte Druckfestigkeit und Steifigkeit, die Oberflächenqualität und die Problematik, dass Thermoplaste, insbesondere bei langzeitigen Lasten und erhöhten Temperaturen, zum Kriechen neigen.
Gegenüber kurzfaserverstärkten Thermoplasten besitzen LFT eine höhere Schlagzähigkeit und die angesprochene Kriechneigung ist wesentlich geringer, was dieser Art von Faserverbundkunststoffen den Einsatz bei erhöhten Qualitätsanforderungen (wie im Interieurbereich in der Automobilbranche, z. B. Instrumententafel oder Türverkleidung) ermöglicht.

## Herstellung
Die Prozesse, mit denen Bauteile aus LFT hergestellt werden, lassen sich hinsichtlich ihrer Verarbeitung grundsätzlich in zwei Gruppen, Pressverfahren und Spritzgießverfahren, einteilen. Innerhalb dieser Gruppen kann nochmals zwischen halbzeugbasierenden Verfahren und Direktverfahren unterschieden werden.
LFT-Verarbeiter, welche Halbzeuge von Fremdherstellern verwenden, müssen diese vor der Verarbeitung aufheizen, um eine ausreichende Haftung zum Matrixmaterial erzielen zu können. Während glasmattenverstärkte Thermoplaste (GMT) lediglich durch Pressen verarbeitet werden, finden Stäbchengranulate sowohl beim Pressen als auch (und vor allem) beim Spritzgießen Anwendung.
Direktverfahren, bei denen der Hersteller die Formmasse selbst compoundiert, werden immer verbreiteter. Besonders deshalb, weil sich dadurch, neben der Möglichkeit die Additive und den Fasergehalt des Compounds selbst zu bestimmen, erhebliche Kosteneinsparungen gegenüber der Verwendung von Halbzeugen ergeben. Zudem sind durch Direktverfahren durchschnittlich größere Faserlängen im fertigen Bauteil realisierbar, was mit einer Verbesserung der mechanischen Eigenschaften einhergeht.

### Halbzeugbasierte LFT
Die Halbzeuge können entweder in Form von Platten oder als langfaserverstärktes Granulat (Stäbchengranulat, Abk. LFT-G oder LFG) vorliegen. In beiden Fällen werden Fasern entweder durch Extrusion oder Pultrusion in die Polymermatrix eingearbeitet. Die Platten werden in speziellen Varianten des Extrusionsverfahren hergestellt. Zur Herstellung des Granulats wird der ausgetragene Strang in ca. 8–25 mm lange Pellets zerhackt.

### LFT im Direktverfahren
Bei den Direkt-Verfahren zur Herstellung langfaserverstärkter, thermoplastischer Bauteile wird auf die Verwendung von energie- und kostenintensiven Zwischenstufen (Halbzeugen) verzichtet. Die Formmasse, die durch Pressen oder Spritzgießen zum fertigen Bauteil verarbeitet werden soll, wird unmittelbar vor ihrer Verarbeitung hergestellt. Dabei können der Fasergehalt, die Additive und das Matrixmaterial variabel festgelegt und damit der Werkstoff optimal auf seine spätere Anwendung abgestimmt werden.
Bei den Direktverfahren lässt sich nochmals eine Unterscheidung zwischen der Einmaschinen- und der Zweimaschinentechnologie treffen. Bei der Zweimaschinentechnologie werden zur Herstellung der Formmasse zwei in Reihe geschaltete Extruder eingesetzt. Der erste übernimmt die Compoundierung des Polymers, während der zweite Extruder für die Einarbeitung der Fasern (Einziehen, Imprägnieren, Konsolidieren) in die Schmelze verantwortlich ist. Hier können die beiden Prozesse optimal (besser als bei der Einmaschinentechnologie) auf ihre jeweilige Aufgabe abgestimmt werden. Damit ist eine flexiblere Prozessführung möglich. Bei den Direktverfahren ist es darüber hinaus möglich, entstehende Abfälle wieder zu verwerten (In-House-Recycling). Mit einem zusätzlichen Rezyklatextruder gelingt dies sogar unter Erhaltung der Faserlänge.
Bei der Einmaschinentechnologie müssen die genannten Schritte allesamt auf einer Maschine stattfinden. Es besteht damit also die Notwendigkeit Polymercompounds einzusetzen, die für beide Arbeitsschritte und die Gebrauchsphase stabilisiert werden müssen. Um Prozessstabilität zu gewährleisten, ist bei nur einem Extruder deshalb ein Kompromiss zwischen optimaler Einarbeitung der Fasern und optimaler Compoundierung zu finden.

## Verarbeitung
Die Halbzeuge oder das im Direktverfahren hergestellte Extrudat werden entweder durch Pressen oder durch Spritzgießen verarbeitet. Grundsätzlich sind für alle Produkte beide Verarbeitungsverfahren einsetzbar, wobei sich unterschiedliche Vor- und Nachteile ergeben. So liegen die Vorteile des Pressverfahrens in einer kürzeren Zykluszeit, größeren Faserlängen und damit verbesserten mechanischen Eigenschaften. Ein großer Nachteil ist, dass beim Pressen immer ein Pressgrat entsteht und dadurch auch immer eine Nachbearbeitung notwendig ist. Vorteile des Spritzgießens sind, dass Einlegeteile direkt beim Spritzgießen eingearbeitet werden können, sich eine bessere Oberflächenqualität realisieren lässt und dass für das Produkt eine höhere Designfreiheit (komplexere Kavität im Gegensatz zum Pressen, bei dem hauptsächlich flächige Bauteile Anwendung finden) besteht. Nachteilig ist, dass eine längere Zykluszeit und schlechtere mechanische Eigenschaften als beim Pressen in Kauf genommen werden müssen.

## Hersteller
- FACT: FACTOR®
- RTP Company
- SABIC: SABIC® STAMAX
- TechnoCompound
- Ticona: Celstran®, Compel®
- PolyOne: OnForce®
- EMS-Chemie